# Gârbău Dejului
Gârbău Dejului – wieś w Rumunii, w okręgu Kluż, w gminie Cășeiu. W 2011 roku liczyła 202 mieszkańców.